# Sergio Viera
Sergio Viera García (Los Realejos, 8 de mayo de 2005) es un futbolista español que juega en la demarcación de centrocampista en Las Palmas Atlético de la Tercera Federación.

## Trayectoria
En agosto de 2021 llegó al juvenil de la U. D. Las Palmas procedente de las categorías inferiores de C. D. Tenerife, tras una temporada pasó directamente al primer filial amarillo, haciendo su debut con Las Palmas Atlético el 15 de septiembre de 2024 contra el Unión Viera.
El 31 de octubre de 2024 debutó con el primer equipo en un partido de Copa del Rey contra el Ontiñena C. F. y desde enero pasó a entrenar con los jugadores profesionales asiduamente. Finalmente, el 18 de mayo de 2025 debutó en un encuentro de la Primera División de España que finalizó con un resultado en contra por 0-1 contra el C. D. Leganes.

## Clubes
Actualizado al último partido disputado el 24 de mayo de 2025.
| Club                | País   | Temporada | Partidos | Goles |
| ------------------- | ------ | --------- | -------- | ----- |
| Las Palmas Atlético | España | 2024-     | 20       | 1     |
| U. D. Las Palmas    | España | 2024-     | 3        | 0     |